# Коста Шуменковић
Коста Шуменковић (Боровац, 1829 — Београд, 1905) био је трговац, српски национални радник и добровољац у ратовима 1876—1878. и 1885. године.

## Биографија
Коста Шуменковић се родио 16. новембра 1828. (или 1829?) у дримколском селу Боровац - у струшкој нахији Охридске казе Османског царства. Био је потомак чувеног хајдука Недељка званог "Шумин", а син Атанасија и Јане. Отуда је изведено презиме: "Шумин", или "Шумен" - па "Шуменковић". Школе Коста није учио, као врло млад отишао је у печалбу. Након Кримског рата 1853-1856. одлази у Србију где се бави бозаџијством. Одлази и у Русију, Аустрију и Немачку где се бави трговином. По повратку у Београд уложио је зарађени новац и отворио радњу са ортаком Михајлом Костићем "Албанезом". Затим је остварио властиту радњу, под својим именом у у гостионици "Балкан", на Теразијама. Након догађаја на Чукур чесми 1862. учествује са добровољцима у опсади београдске тврђаве и ту се упознаје са Милошем Милојевићем. Убрзо је остварио приличан иметак па већ 1869. подиже српску школу у свом родном селу, где почиње да ради учитељ Станко Лазаревић (до 1873).
По повратку Милојевића из Русије постају велики пријатељи као истомишљеници. Постаје он одани следбеник - као веза са Јужном Србијом, али и кум Милојевићу; који и умире на његовим рукама. Костина супруга Петкана је заслужна што је Милојевић забележио многе старе народне песме из Јужне Србије. Године 1873. издаје о свом трошку мапу Милоша Милојевића: „Историјско- етографска географска мапа Срба и српских (југословенских) земаља у Турској и Аустрији“.
Године 1876. протестује заједно са Тодором Станковићем из Ниша, Деспотом Баџовићем из Крушева пред цариградском конференцијом због одлуке да се Стара Србија укључи у будућу Бугарску. По оснивању добровољачког кора Милоша Милојевића у Српско турском рату 1876. улази у његов састав и истиче се храброшћу у борбама пред Новим Пазаром. У другом Српско-турском рату 1877-1878. делује у тајном комитету у Нишу са Тодором Станковићем, Милошем Милојевићем, архимандритом Савом Дечанцем, Аксентијем Хаџиарсићем, Деспотом Баџовићем и Глигоријем Чемерикићем са циљем да олакша продор српске војске. У овом рату је са добровољцима ушао у Врање. У Српско-бугарском рату 1885. такође учествује као добровољац.
Један је од чланова оснивача Друштва Светог Саве 1886. Постао је редовни члан и члан добротвор "Друштва за помоћ радника из Старе Србије и Македоније", 1899. године у Београду.
Умро је у Београду 1905. у седамдесетшестој години.

## Одликовања
Коста Шуменковић је одликован:
1. Таковским крстом с мачевима петога степена,
2. Таковским крстом четвртога степена.
3. Орденом Светога Саве петог степена.
4. Сребрном медаљом за храброст.
5. Златном медаљом за храброст.
6. Ратним споменицама.
7. Од Друштва Црвенога Крста одликован је његовим крстом
8. Од Друштва Светог Саве његовом медаљом.
9. Од црногорског кнеза Николе одликован је Даниловим крстом четвртог степена.